# Gardzielcowate
Gardzielcowate (Saccopharyngidae) – monotypowa rodzina ryb głębinowych z rzędu węgorzokształtnych (Anguilliformes).

## Rozmieszczenie geograficzne
Do rodzaju należą gatunki występujące w wodach oceanów całego globu, na głębokości około 1800 m p.p.m..

## Morfologia
Długość ciała do 161 cm; masa ciała (największa opublikowana). Ryby te charakteryzują się wydłużonym ciałem, skrzelami położonymi w bliższej połowie odległości między czubkiem pyska a odbytem; oraz dużymi szczękami i jamą gębową z dużymi, zakrzywionymi zębami. Mają dobrze wykształcone płetwy piersiowe.

## Systematyka
Rodzaj zdefiniował w 1824 roku amerykański przyrodnik Samuel Latham Mitchill w artykule poświęconym opisowi nowej ryby, opublikowanym w czasopiśmie Annals of the Lyceum of Natural History of New York; nazwa Saccopharynx miała być pierwotnie nazwą zastępczą dla Stylephorus Shaw, 1791, jednak w 1990 roku Międzynarodowa Komisja Nomenklatury Zoologicznej zatwierdziła ją jako odrębny rodzaj i umieściła na „Oficjalnej Indeksie Nazw Rodzajowych w Zoologii” oraz na gatunek typowy wyznaczyła gardzielca (S. ampullaceus).

### Etymologia
- Saccopharynx: gr. σακκος sakkos ‘worek’[8]; φαρυγξ pharunx, φαρυγγος pharungos ‘gardło, gardziel’[9].
- Ophiognathus: gr. οφις ophis, οφεως opheōs ‘wąż’[10]; γναθος gnathos ‘żuchwa’[11]. Gatunek typowy (oznaczenie monotypowe): Ophiognathus ampullaceus Harwood, 1827.
- Ophioglossus: gr. οφις ophis, οφεως opheōs ‘wąż’[10]; γλωσσα glōssa ‘język’[11].

### Podział systematyczny
Gatunki zaliczane do tego rodzaju:
- Saccopharynx ampullaceus (Harwood, 1827) – gardzielec[12]
- Saccopharynx berteli Tighe & Nielsen, 2000
- Saccopharynx harrisoni Beebe, 1932
- Saccopharynx hjorti Bertin, 1938
- Saccopharynx lavenbergi Nielsen & Bertelsen, 1985
- Saccopharynx paucovertebratis Nielsen & Bertelsen, 1985
- Saccopharynx ramosus Nielsen & Bertelsen, 1985
- Saccopharynx schmidti Bertin, 1934
- Saccopharynx thalassa Nielsen & Bertelsen, 1985
- Saccopharynx trilobatus Nielsen & Bertelsen, 1985